# Abtei Mariawald

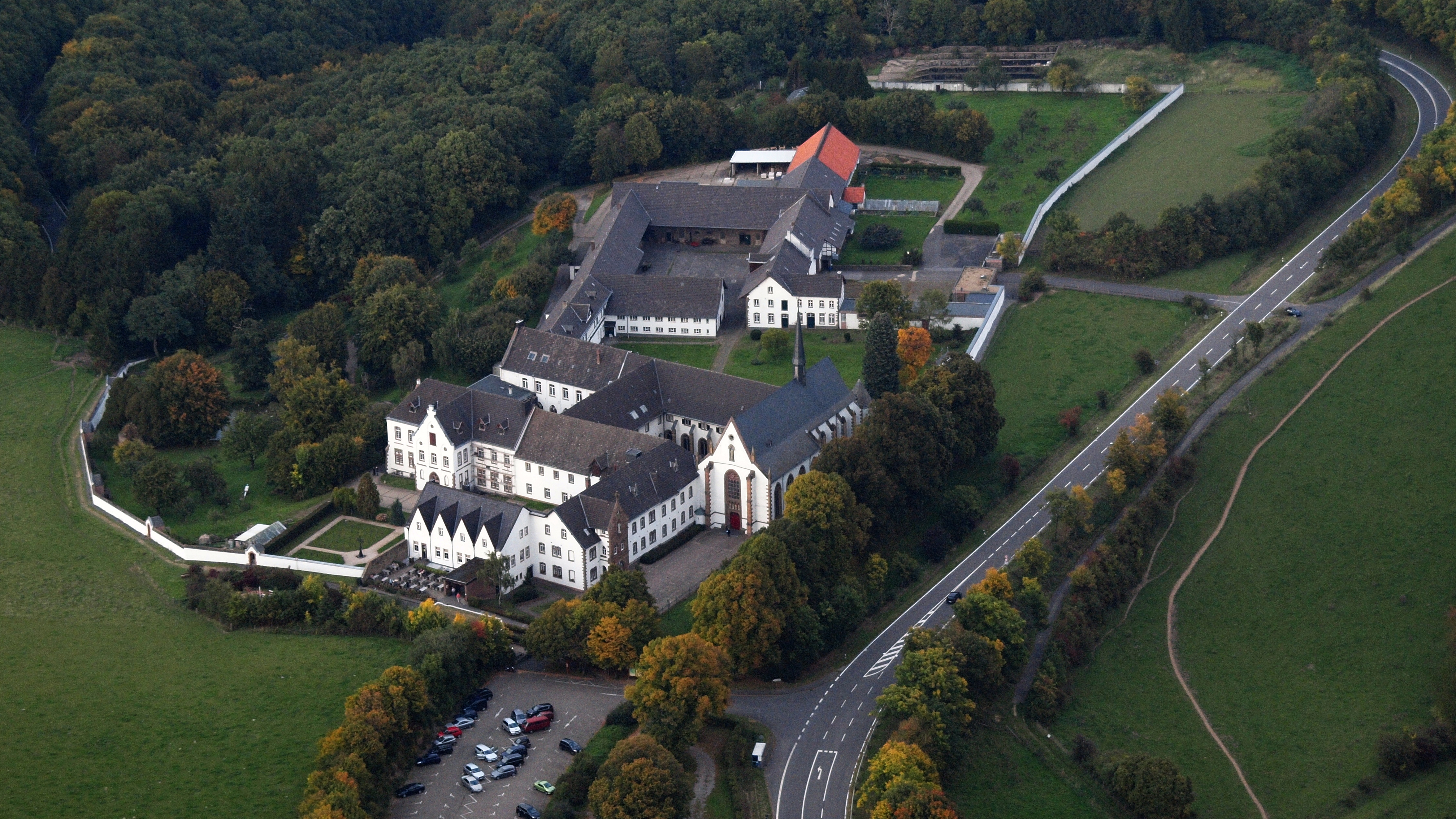
Abtei Mariawald, Luftaufnahme (2015)

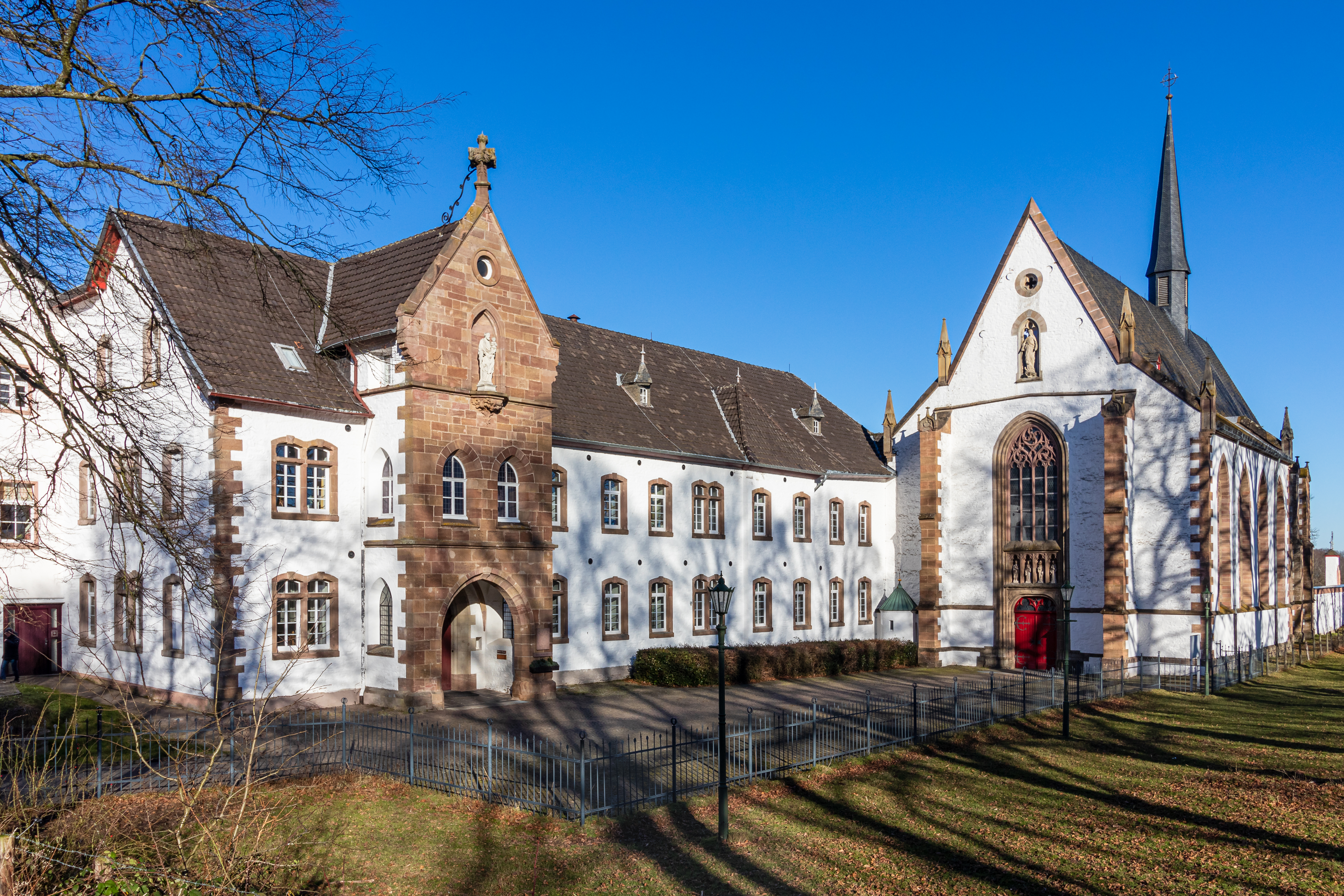
Gästehaus und Kirche der Abtei Mariawald (2020)

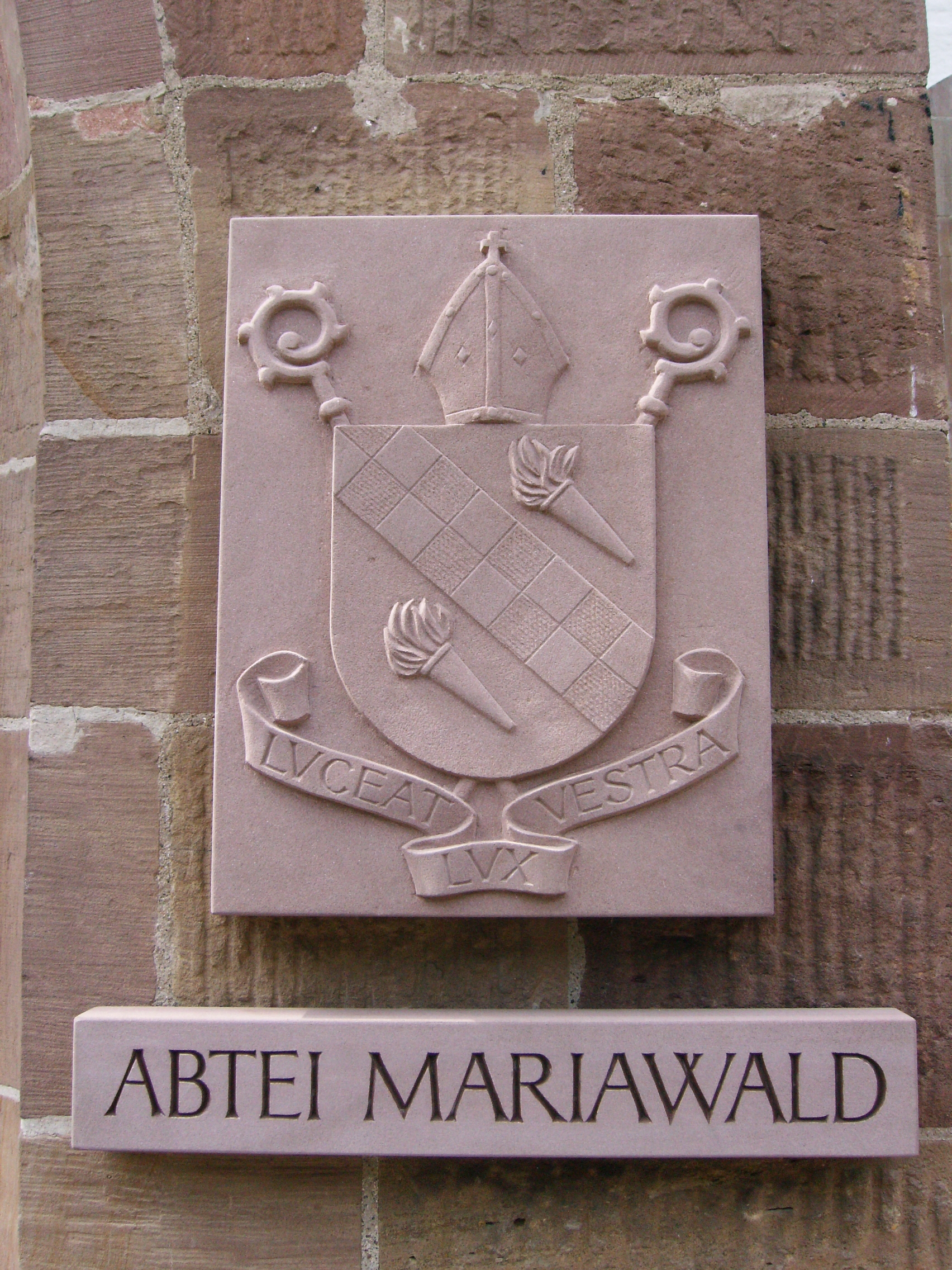
Wappen mit Wahlspruch der Abtei Mariawald, Luceat lux vestra – Euer Licht soll leuchten (2007)

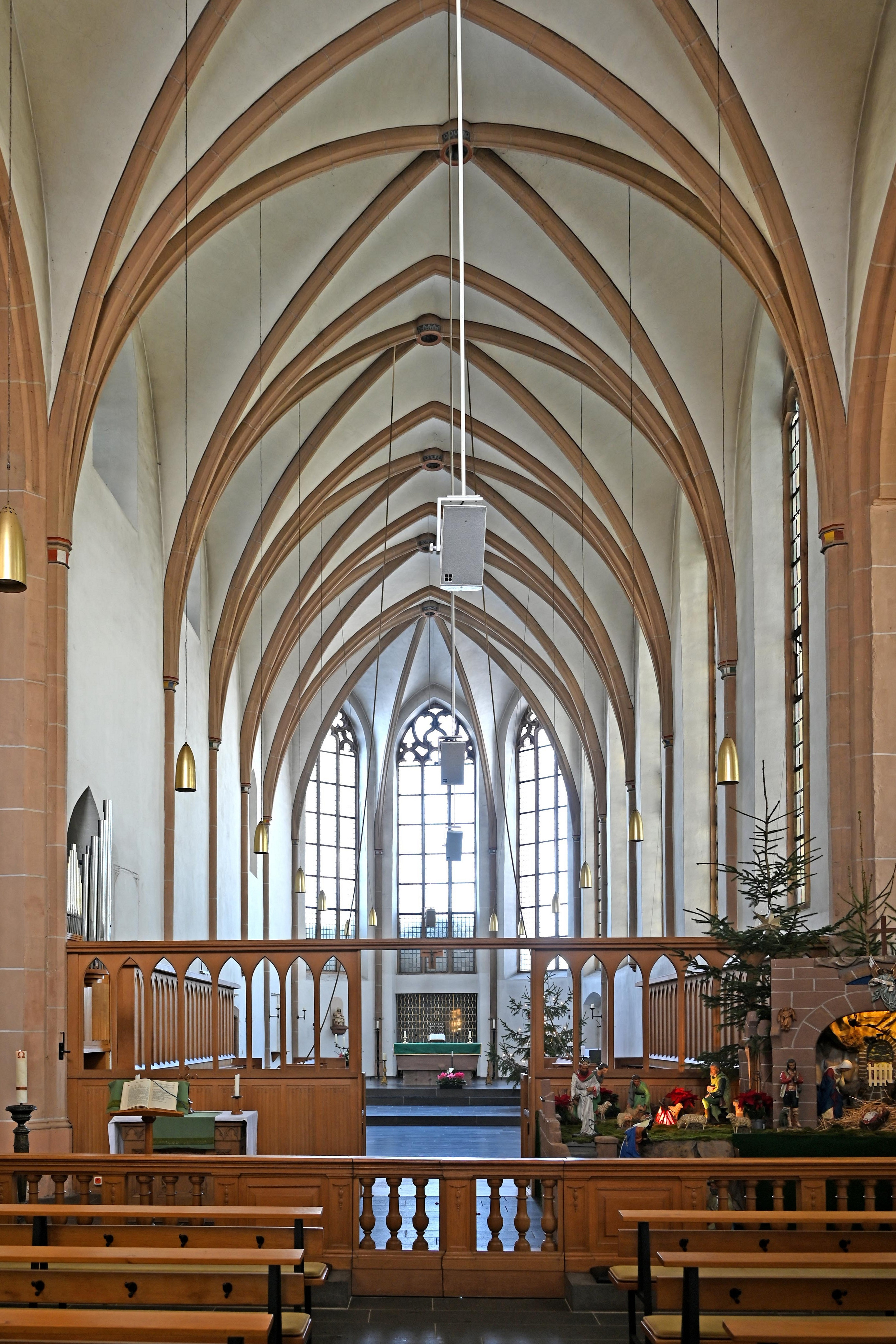
Abteikirche (2024)

Die Abtei Mariawald (lat. Abbatia B. M. de Nemore) ist ein ehemaliges Kloster des Ordens der Trappisten nahe Heimbach in der Eifel im Kreis Düren, Nordrhein-Westfalen (Deutschland). Ihr Wahlspruch lautete: Luceat lux vestra – Euer Licht soll leuchten (Mt 5,16 ). Im Januar 2018 wurden die Aufhebung und der Verkauf des Klosters beschlossen, am 15. September 2018 verließen die Mönche das Kloster. Der Eigentümer des Klosters ist der Verein „Kloster Mariawald e.V.“, der die Klosterbetriebe seit 2018 weiterführt.

## Geographische Lage

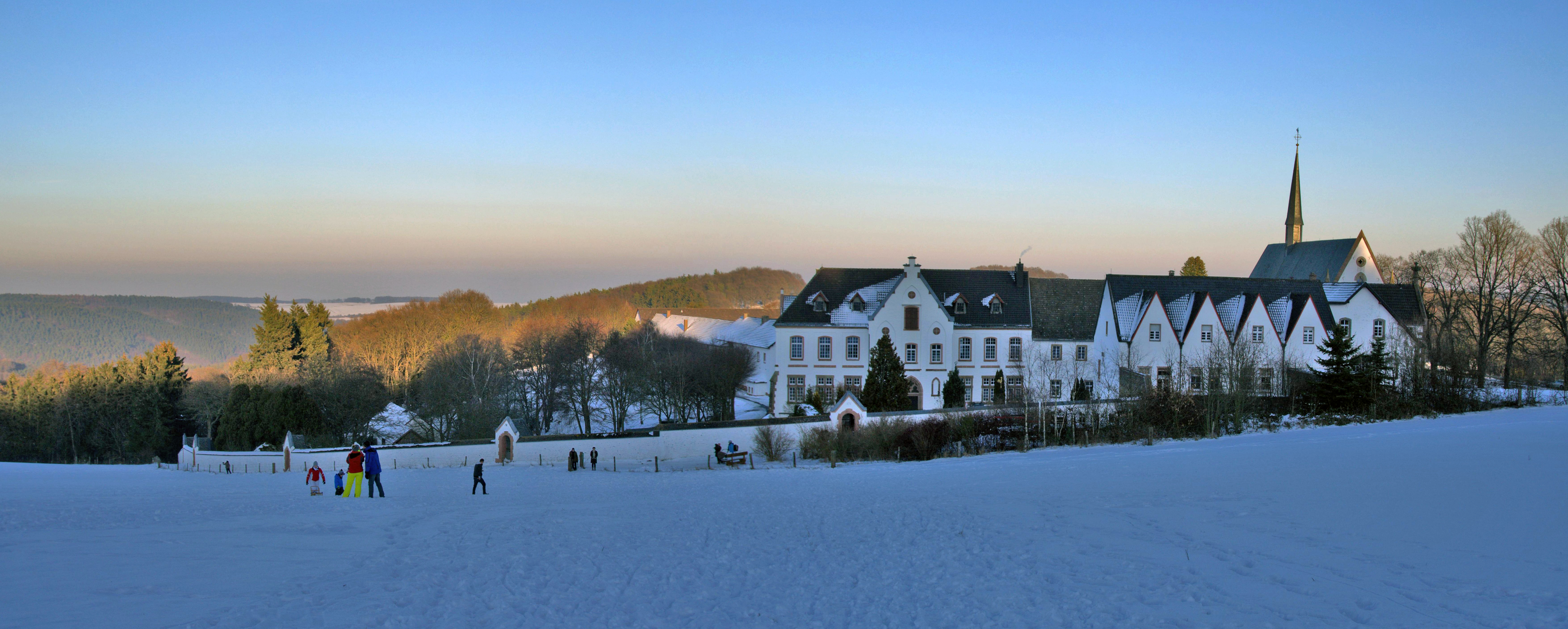
Blick auf die Abtei Mariawald vom Ehrenfriedhof (2017)

Die Abteigebäude von Mariawald liegen innerhalb der Nordeifel im Naturpark Hohes Venn-Eifel und sind vom Nationalpark Eifel umgeben. Sie befinden sich südlich oberhalb des Kernorts der Kleinstadt Heimbach im Nordteil des bewaldeten Kermeter, nahe den Erhebungen und Hangspornen Altenberg (ca. 424 m ü. NHN) im Nordosten und Griesberg (421,3 m) im Nordnordwesten zwischen 400 und 420 m Höhe.

## Geschichte

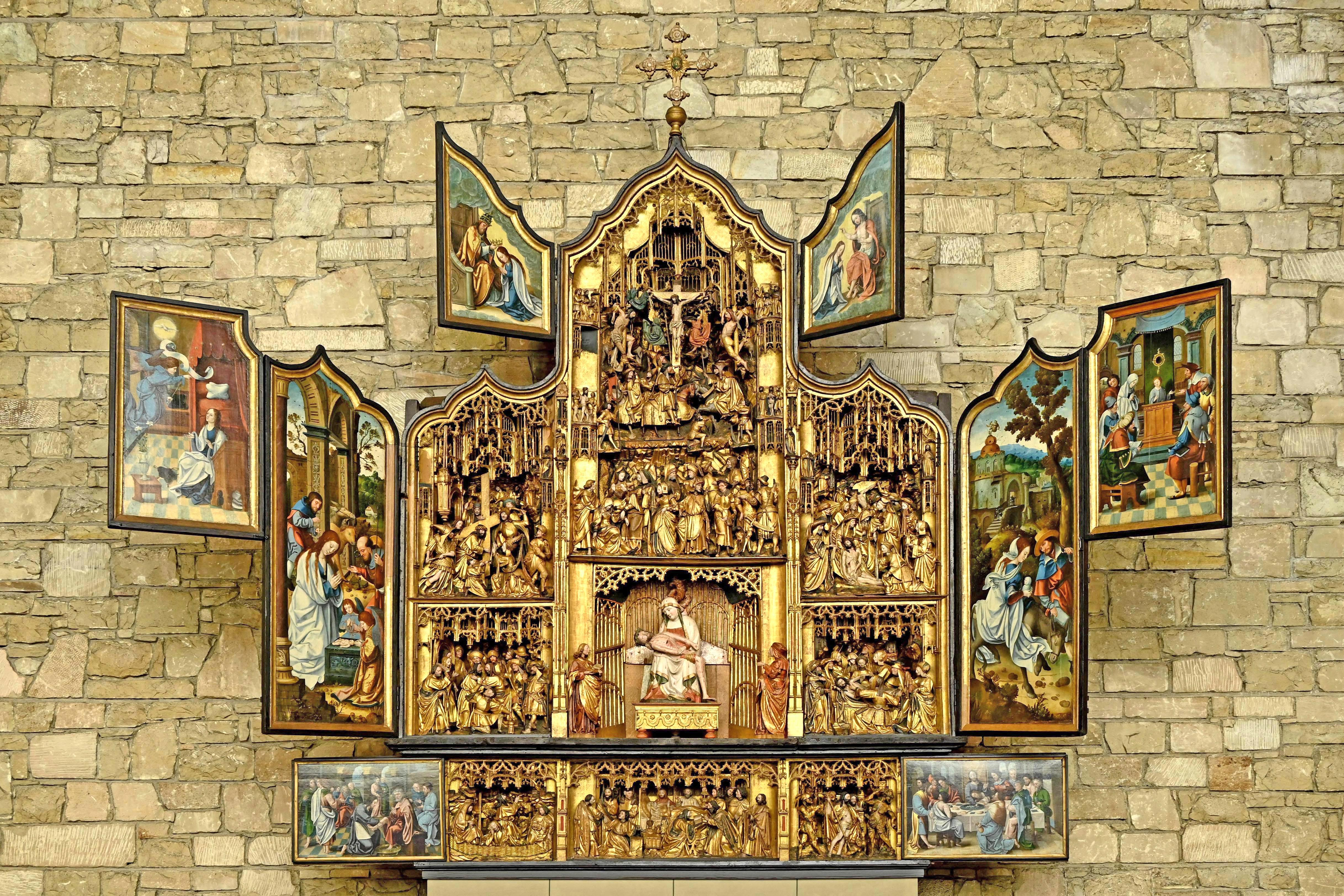
Pietà (vor 1470) im Antwerpener Retabel (um 1520), heute in der Pfarrkirche Heimbach (2021)

### Gründung und Entwicklung bis zur Aufhebung 1795
Die Geschichte der Abtei Mariawald wurzelt in der Aufstellung einer Pietà im Wald bei Heimbach. 1470 kaufte der Heimbacher Strohdachdecker Heinrich Fluitter eine Pietà und stellte sie in einem hohlen Baumstamm zur Verehrung auf. Dieser Platz erwies sich jedoch als zu einsam, sodass Fluitter eine hölzerne Kapelle an einer Wegkreuzung baute und die Pietà dort aufstellte. Als immer mehr Pilger zur Pietà kamen, baute sich Fluitter eine Zelle an die Kapelle an und betreute von dort aus bis zu seinem Tod die Pilgerstätte.
1479 ersetzte der Heimbacher Pfarrer Johann Daum die Kapelle durch eine hölzerne Kirche und bat die Zisterzienser aus dem Kloster Bottenbroich um Hilfe bei der Wallfahrtsbetreuung. Mit Urkunde vom 10. November 1480 schenkte Pfarrer Daum die Kirche mit der Pietà dem Zisterzienserorden, der dort mit dem Bau eines Klosters begann. Am 12. September 1481 wurde die Kirche durch den Kölner Weihbischof Arnold von Unkel OFM geweiht. Am 4. April 1486 bezog die erste Mönchsgemeinde das neu errichtete Kloster, sodass dieser Tag als Gründungsdatum der Abtei gilt, die den Namen Nemus Mariae (Mariawald) erhielt. 1494 wurde begonnen, die hölzerne Kirche durch einen Steinbau zu ersetzen. Um 1520 wurde die Pietà in ein Antwerpener Retabel, das verschiedene Szenen aus dem Leben Jesu – von Verkündigung bis Tod und Auferstehung – zeigt, integriert. 1539 wurde die neue steinerne Kirche geweiht.
Die folgenden 100 Jahre waren eine schwierige Zeit für das Kloster. Wie auch die übrige Bevölkerung hatte die Abtei unter diversen Kriegen, insbesondere dem Dreißigjährigen Krieg, zu leiden. Danach begann eine Phase der Ruhe und guten Entwicklung des klösterlichen Lebens, die mit dem Ausbruch der Französischen Revolution wieder endete. Als 1794 die französische Revolutionsarmee linksrheinische Gebiete besetzte, kam die Abtei unter französische Herrschaft. Am 2. April 1795 wurde das Kloster aufgehoben; Land und Inventar wurden versteigert. Die Pietà von Mariawald wurde mit dem Antwerpener Retabel am 22. Juni 1804 in die Heimbacher Pfarrkirche St. Clemens gebracht. Noch heute stehen beide Objekte in Heimbach, nunmehr in der am 24. Mai 1981 geweihten Salvatorkirche. Teile der Kirchenfenster befinden sich heute im Victoria and Albert Museum in London.

### Wiederbesiedlung 1861 und weitere Geschichte
1860 kaufte Ephrem van der Meulen, Abt der elsässischen Trappistenabtei Oelenberg, das Klostergut. Im Februar 1861 kamen zwei Brüdermönche von Ölenberg nach Mariawald und begannen mit dem Wiederaufbau der Klosteranlage. Im April 1862 wurde das reguläre Klosterleben wieder aufgenommen. Beendet werden konnte der Wiederaufbau des Klosters nach Plänen von August Carl Lange erst im Jahr 1891, da die Aufbauarbeiten durch den Deutsch-Französischen Krieg von 1870/71 und den Kulturkampf unterbrochen worden waren. Zwar mussten die Mönche von September 1875 bis zum 18. Oktober 1887 das Kloster verlassen; durch den preußischen Staat enteignet werden konnte das Kloster aber nicht, da immer noch Ephrem van der Meulen als Eigentümer des Klostergutes eingetragen war.
Am 29. September 1909 wurde Mariawald zur Abtei erhoben. Im Ersten Weltkrieg wurden 33 Mönche der Abtei zum Kriegsdienst eingezogen. Drei von ihnen verstarben während des Krieges. Wie auch der übrigen Bevölkerung machte die schwierige Nachkriegszeit der Abtei zu schaffen.

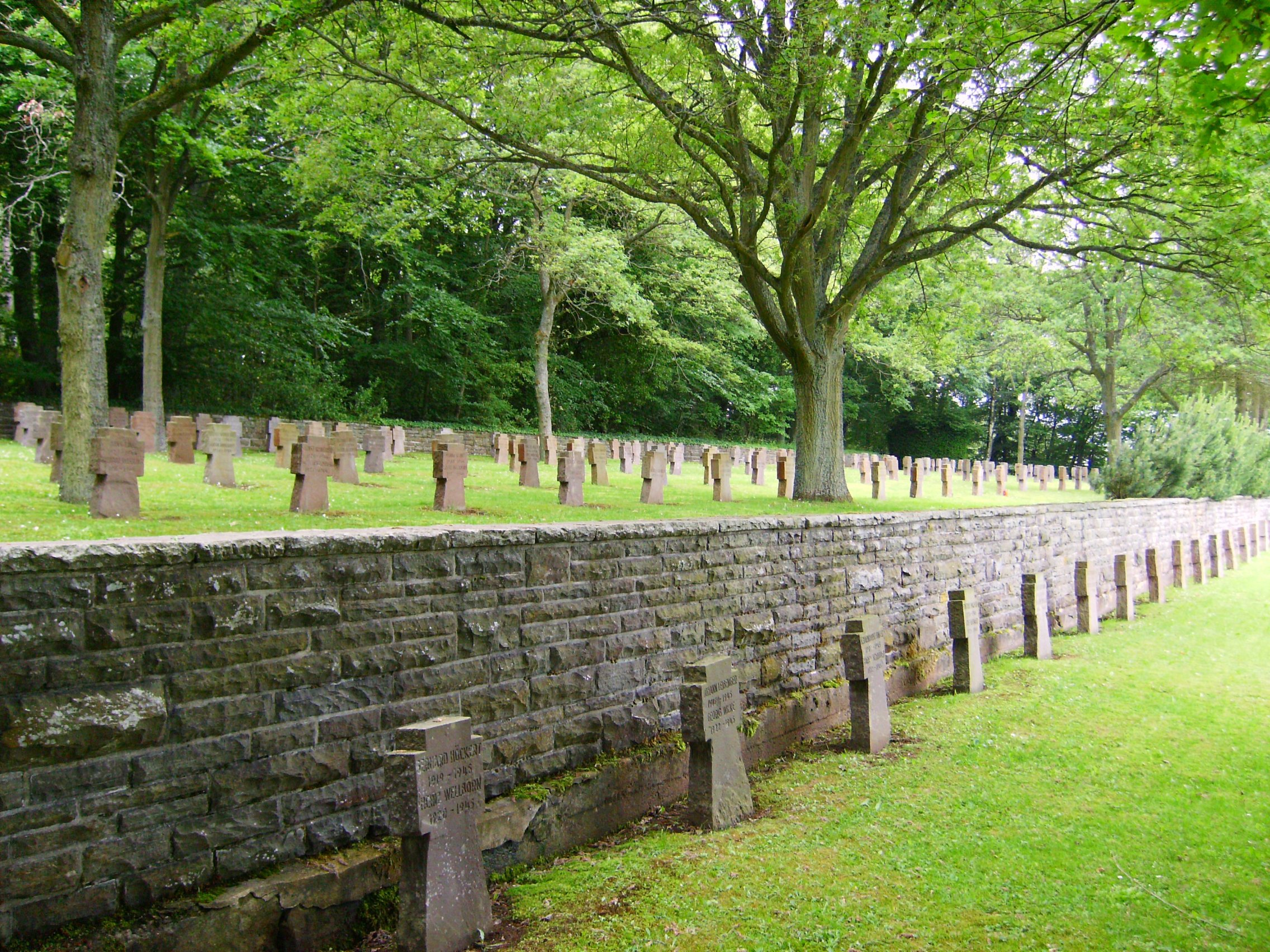
Ehrenfriedhof. Auf diesem Friedhof sind 414 Tote des Zweiten Weltkriegs beerdigt. (2006)

Erneute Beeinträchtigungen des Klosterlebens bis hin zur Auflösung mussten die Mönche von Mariawald während der nationalsozialistischen Herrschaft hinnehmen. Während des Baus des Westwalls wurden Bauarbeiter im Kloster einquartiert. Nach Ausbruch des Zweiten Weltkriegs wurden einige Mönche zum Kriegsdienst eingezogen. Teilweise wurden Mönche von der Gestapo verhaftet. Am 21. Juni 1941 schließlich wurde das Kloster wegen „staatsfeindlicher Aktivitäten“ aufgelöst. Die Priestermönche mussten das Kloster verlassen, die Brudermönche wurden als Arbeiter in der Landwirtschaft des zum Gemeindegut gemachten aufgelösten Klosters eingesetzt. Als im Herbst 1944 die Front in die Nähe des Klosters rückte, wurde im Kloster über einige Monate hindurch ein Feldlazarett eingerichtet. 414 Menschen starben während ihres dortigen Lazarettaufenthalts. Sie wurden auf einem Hang westlich des Klosters bestattet. Auf dem so entstandenen Ehrenfriedhof auf dem Klostergelände findet alljährlich am Volkstrauertag eine Gedenkveranstaltung statt.
Im Zuge der Ardennenoffensive wurde das Kloster zum großen Teil zerstört. Die noch auf dem Gelände verbliebenen Brüdermönche wurden vertrieben. So standen die Gebäude einige Zeit leer. Am 28. April 1945 nahm Pater Christophorus Elsen das Kloster wieder in Besitz, nachdem die britische Militärregierung den Fortbestand der Abtei genehmigt hatte. Der Abt von Ölenberg hatte ihn zuvor zum Superior ernannt. Pater Christophorus nahm Kontakt zu den vertriebenen Mönchen auf, die sich größtenteils wieder im Kloster einfanden. Jedoch sind während des Krieges drei Mönche gefallen und vier blieben vermisst. Außerdem sind einige Patres in der Verbannung gestorben. Erneut wurde das Kloster wiederaufgebaut. Im Dezember 1946 wurde Christophorus Elsen zum Abt gewählt. Die Beseitigung der Kriegsschäden dauerte bis zum Jahr 1959.
Auf Initiative des Volksbundes Deutsche Kriegsgräberfürsorge, im Einvernehmen mit dem Abt, entstand in den 1950er Jahren die Kriegsgräberstätte Heimbach. Sie wurde am 20. September 1953 eingeweiht. Dort liegen insgesamt 414 Gefallene aus dem Zweiten Weltkrieg. Von 1962 bis 1964 wurde die Klosterkirche renoviert und den liturgischen Änderungen des Zweiten Vatikanischen Konzils angepasst.
Im 20. und 21. Jahrhundert war die Abtei Mariawald das einzige männliche Trappistenkloster in Deutschland. In der Abtei lebten im Jahr 2010 unter der Leitung von Abt Bernardus Peeters aus Tilburg 14 Mönche, zwei Novizen, ein Mönch mit zeitlicher Profess, ein Postulant und ein Oblate. Zusätzlich gab es noch drei externe Mitbrüder. Bis 2016 ging die Anzahl auf neun Mönche, einen zeitlichen Professen und zwei Externe zurück. Die Klosteranlage wurde sowohl von den Mönchen als auch von haupt- und ehrenamtlichen Mitarbeitern bewirtschaftet. Zur Unterstützung des Klosters wurde 1995 der Verein der Freunde und Förderer der Abtei Mariawald e. V. gegründet.

### Päpstliches Privileg (2008)
Mit Schreiben vom 21. November 2008 hatte Papst Benedikt XVI. der Bitte des Abtes Dom Josef Vollberg OCSO entsprochen und dem Kloster die Erlaubnis erteilt, auf Wunsch zur Feier der Liturgie und Observanz im Usus des Ordens von Monte Cistello in der Fassung von 1963/1964 zurückzukehren. Damit war die Klostergemeinschaft der Abtei Mariawald die erste deutschsprachige, die zu den vorkonziliaren Observanzen und der Feier der Liturgie nach der außerordentlichen Form zurückkehrte. Der Abt und ein Teil des Konvents erhofften sich davon unter anderem neue Impulse – auch für den Nachwuchs der Abtei. Stattdessen ging jedoch ein Riss durch die Gemeinschaft. Zwei Novizen schieden aus, einige Ältere starben, so dass die Zahl der Mönche in der Abtei bis 2016 auf 10 zurückging.

### Rücktritt des Abtes 2016
Die Zahl der Mönche in Mariawald fiel bis 2016 unter die für eine eigenständige Abtei nötige Zahl von 12 Mönchen. Im Mai 2016 fand eine Visitation durch den Abt der Mutterabtei Tilburg, Bernardus Peeters, und den Abt des englischen Trappistenklosters Mount Saint Bernard, Erik Varden, statt. Abt Josef Vollberg erklärte im Oktober 2016 seinen Rücktritt. Ab dem 1. Adventssonntag, dem 27. November 2016 amtierte Bernardus Peeters von Tilburg als Pater Immediat, Josef Vollberg wurde zum Prior des Klosters ernannt und blieb Hausoberer.

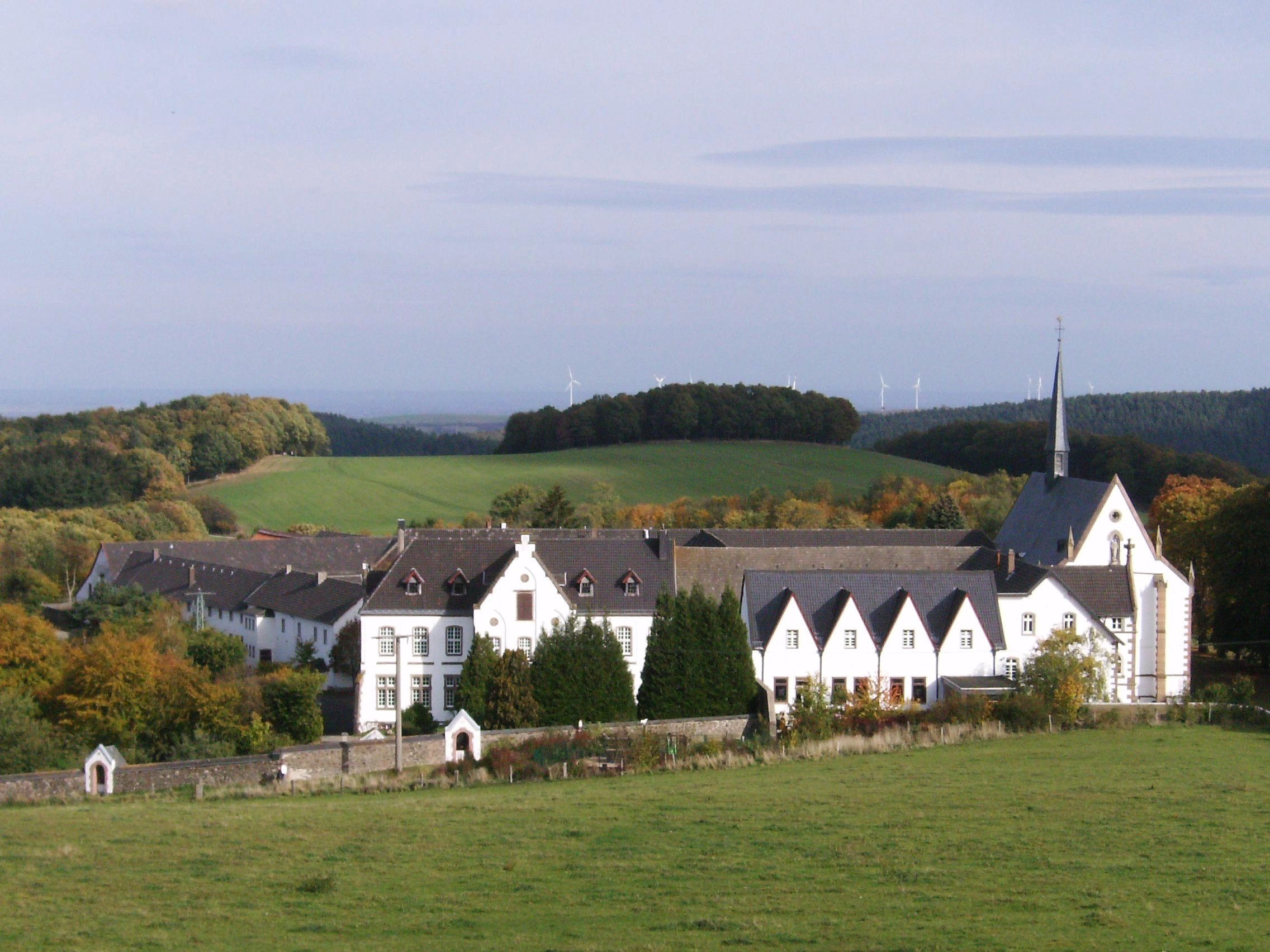
Westseite der Abtei
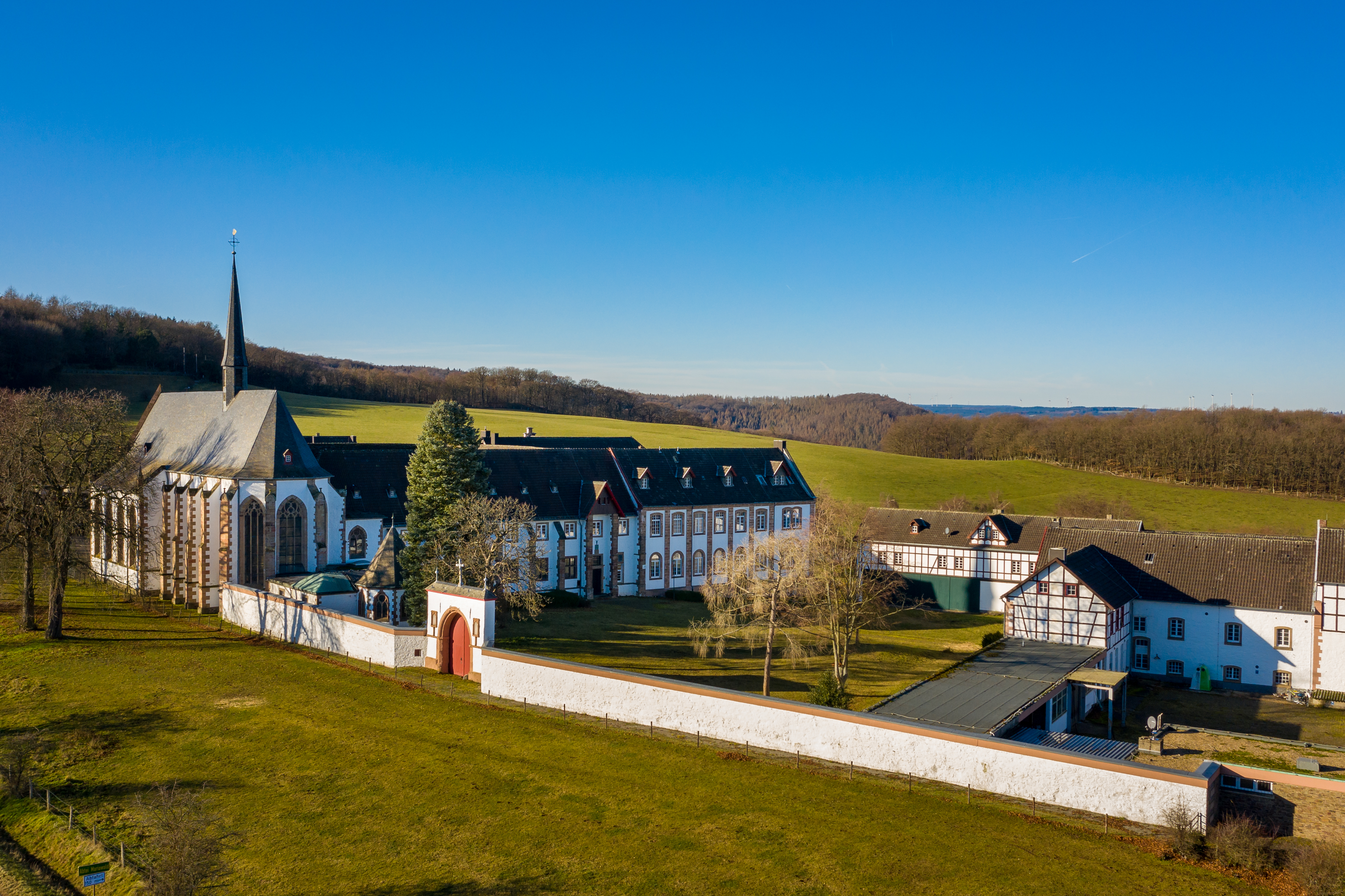
Ostseite der Abtei
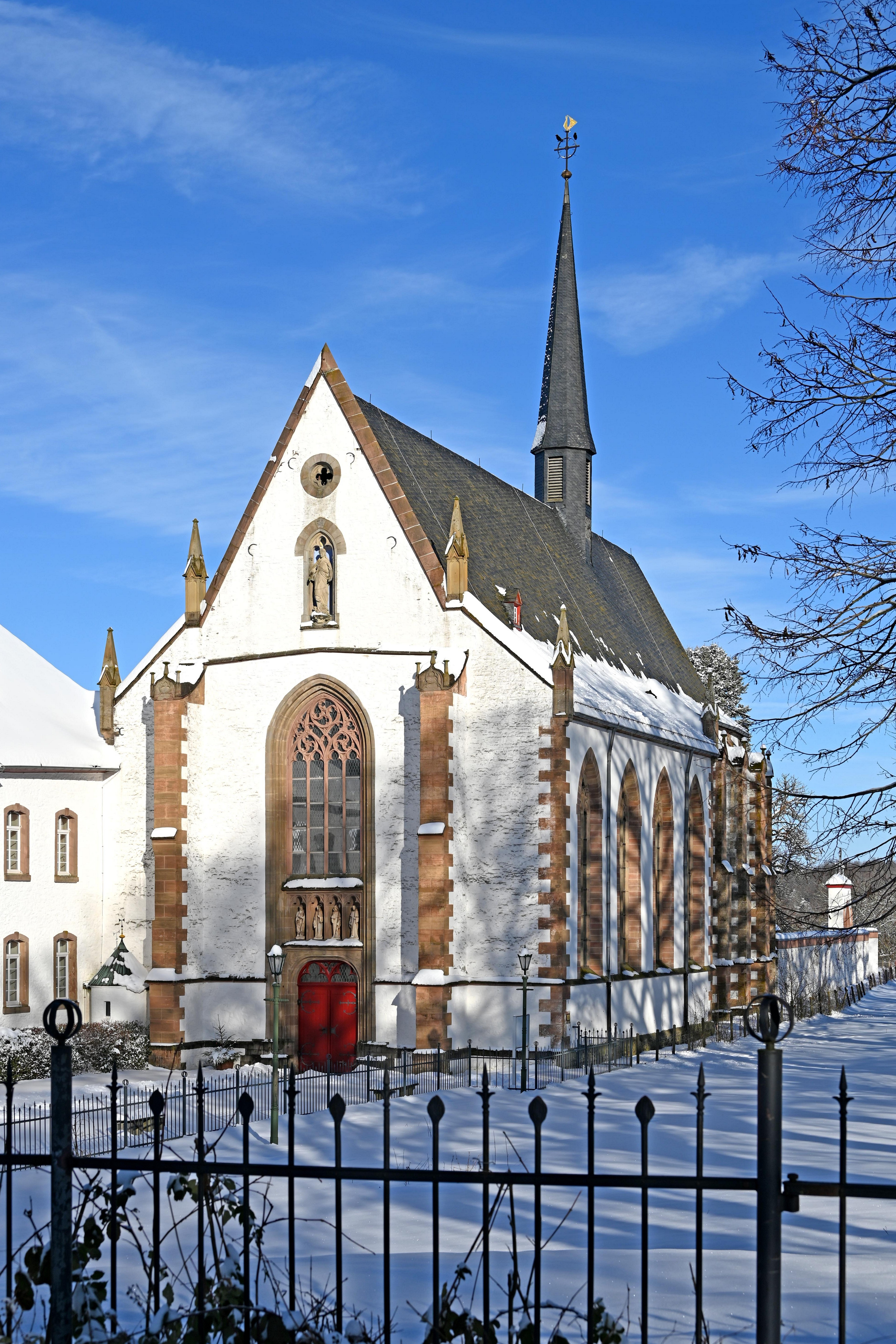
Klosterkirche
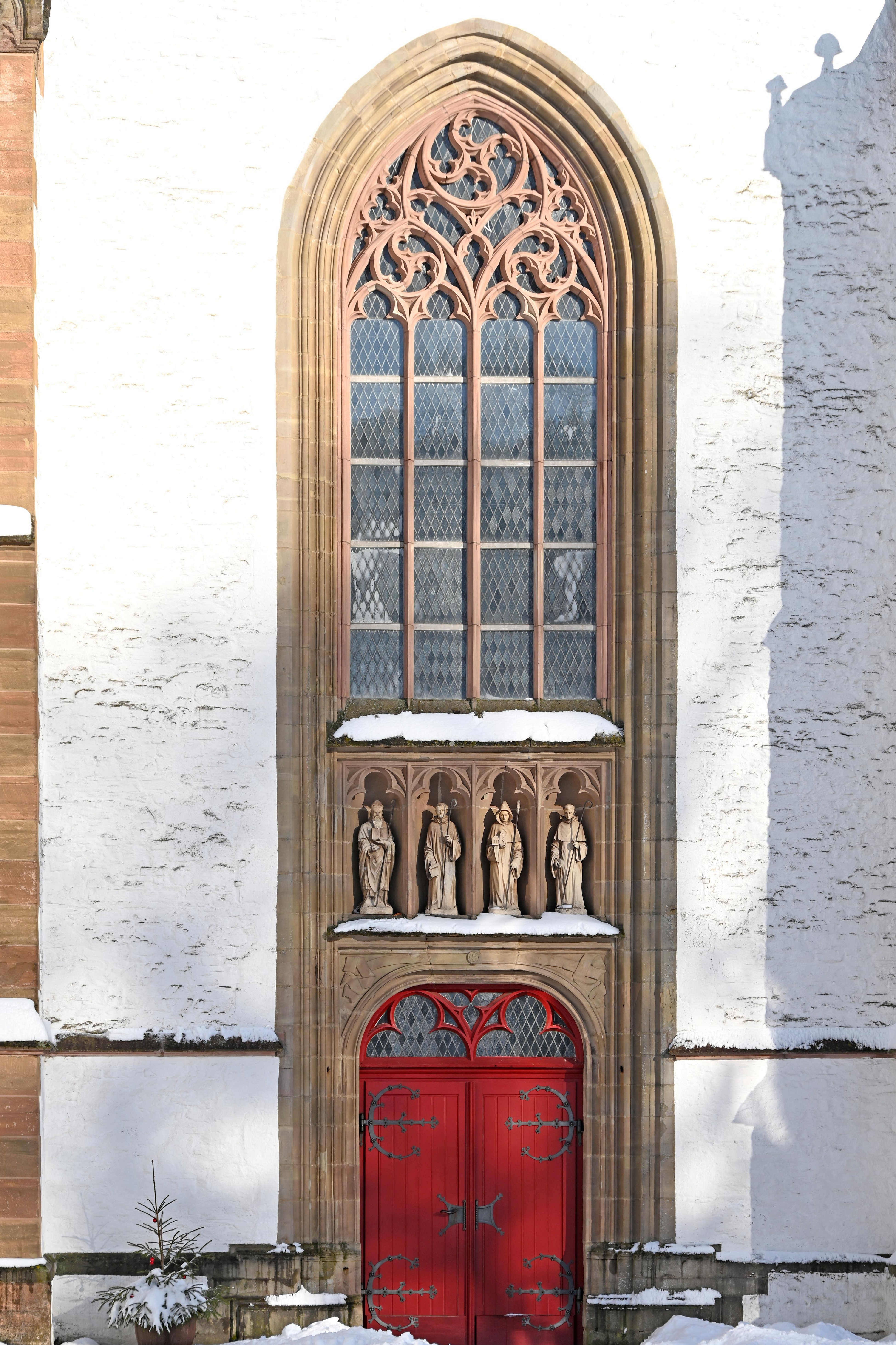
Westportal
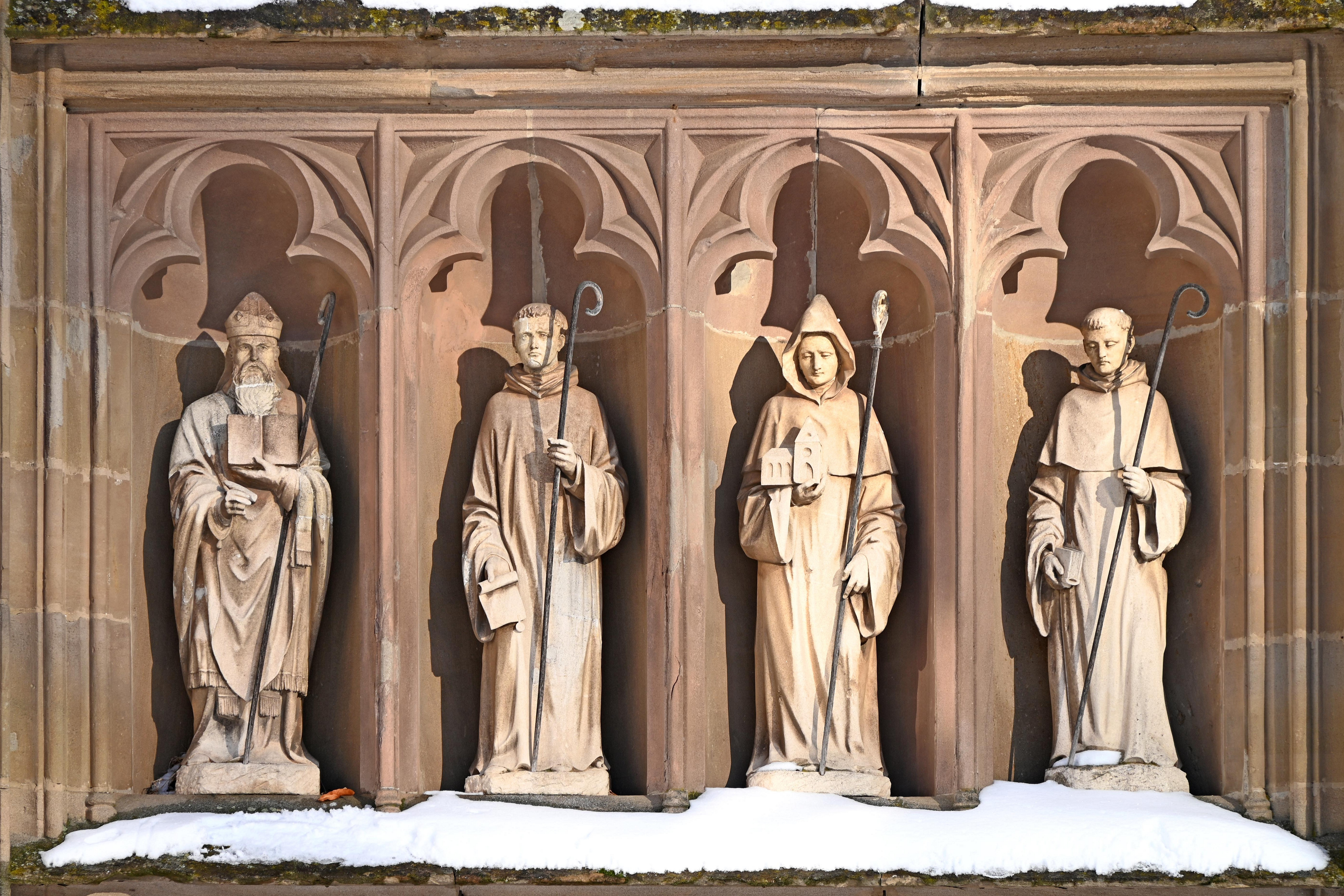
Figurennische
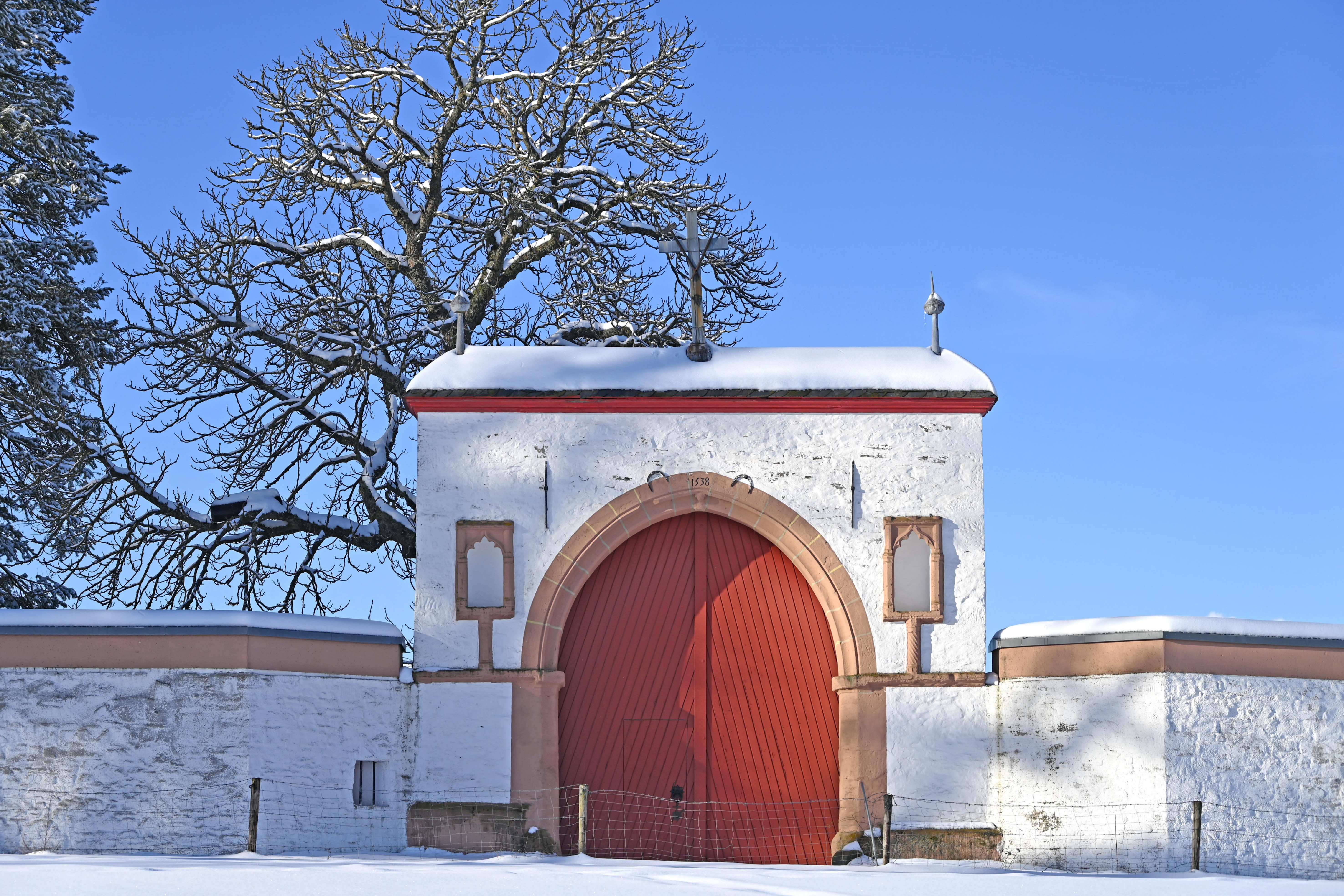
Südl. Tor von 1538

### Schließung der Trappistenabtei
Im Januar 2018 beschloss die Kongregation für die Institute geweihten Lebens und für die Gesellschaften apostolischen Lebens in Rom die Schließung und den Verkauf des Klosters noch im selben Jahr. Die Mönche hatten ein Durchschnittsalter von 84 Jahren, und der Konvent – so die Begründung der Schließung – könne sich nicht mehr selbst versorgen. Mariawald soll jedoch auch nach dem Weggang der Mönche ein geistlicher Ort bleiben. Die Klostergaststätte, der Klosterladen und die Likörmanufaktur werden durch einen Förder- und Trägerverein weitergeführt. Das Eigentum an den Abteigebäuden ging von dem bisherigen Trägerverein „Trappistenkonvent Mariawald“, dem nur Mönche angehören konnten, auf den Verein „Kloster Mariawald“ über, dem satzungsgemäß auch Nichtmönche angehören können, die der Bischof von Aachen ernennt; zu den Mitgliedern gehört auch das Bistum Aachen. Die Abtei wurde zum 15. September 2018 mit einem Dankgottesdienst geschlossen. Die Mönche verließen daraufhin das Kloster.
Mehrere ältere und pflegebedürftige Mönche zogen in ein Altenheim. Abt Josef Vollberg lebt seither als Einsiedler des Trappistenordens nahe einem Zisterzienserkloster in Tschechien, der Abtei Vyšší Brod (Hohenfurth), in der die Mönche 2011 wie zuvor in Mariawald zur Liturgie und Observanz im Usus des Ordens von Monte Cistello in der Fassung von 1963/64 zurückgekehrt waren.

### Heutige Bewirtschaftung
Eigentümer des Klosters war bereits vor der Aufhebung der Verein „Trappistenkonvent Mariawald e. V.“, der sich in Kloster Mariawald e. V. umbenannt und seine Satzung geändert hat, so dass nicht nur Mönche Mitglied werden können. Damit wurde sichergestellt, dass der Verein die Klosterbetriebe weiterführen kann, die Versorgung der bisherigen Ordensleute sichergestellt wurde und insbesondere die Abteikirche entsprechend ihrer Bestimmung fortbestehen kann. „Der Verein ist Arbeitgeber aller Mitarbeiter des Klosterbetriebes, alle Arbeitsverträge behalten ihre Gültigkeit.“
Zum 1. Januar 2021 hat die „Kloster Mariawald GmbH & Co. KG“ in Nachfolge des Vereins die Trägerschaft übernommen und Gastronomie, Buchhandlung, Likörproduktion und Online-Versand weitergeführt. In den Klostergebäuden soll ein Gästehaus mit Übernachtung und Verpflegung aufgebaut werden. Wie das Bistum Aachen mitteilte, soll versucht werden, auch wieder eine Ordensgemeinschaft in Mariawald anzusiedeln, die dann Räumlichkeiten als Mieter nutzen könnte.
Nach fast 5 Jahren wurde das Kloster (insbes. die Kirche) 2023 wieder für Besucher geöffnet; unter Leitung des nun dort wohnenden Pfarrers Andreas Rose soll wieder geistliche Leben entstehen.
Am ersten Advent 2024 wurde in der ARD der Tatort-Kriminalfilm „Schweigen“ ausgestrahlt, der im Herbst 2023 größtenteils im Kloster gedreht wurde. Es war der erste Tatort, der den Missbrauch von Kindern durch Priester zum Thema hatte.

## Leben
Die Mönche lebten nach der Regula Benedicti, der Mönchsregel des Heiligen Benedikt von Nursia, und den Konstitutionen des Ordens der Zisterzienser strengerer Observanz. Traditionell bestimmen Gebet, Lesung (lectio divina) und körperliche Arbeit den Tagesrhythmus der Mönche.
Fundament des monastischen Lebens in Mariawald war die kontemplative Lebensform. Wichtig war das Durchdrungensein von Gottes Nähe im alltäglichen Leben. Die Mönche hatten sich in die Einsamkeit zurückgezogen, um Gott zu suchen und durch ihr Leben auf seine Existenz zu verweisen.
Um 2:45 Uhr standen die Mönche auf. Um 3 Uhr vollzogen sie die erste der insgesamt acht täglichen Gebetszeiten (Horen), die Vigilien, die etwa 75 Minuten dauerten, und um 4:15 Uhr die zweite, die Laudes. Daran schloss sich privates Gebet und um 6:30 Uhr die gemeinschaftliche geistliche Lesung im Skriptorium an. Durch die geistliche Lesung sollte den Mönchen der Reichtum des Wortes Gottes tiefer erschlossen werden. Um 7:15 Uhr versammelten sich die Mönche wieder in der Kirche zum Gebet der Prim. Die daran anschließende Feier der heiligen Messe um 7:40 Uhr war der geistliche Höhepunkt des Tages. Nach einem einfachen Frühstück und der Terz begann die erste Arbeitsphase, die etwa zwei Stunden dauerte. In verschiedenen Tätigkeitsbereichen (Handwerksbetriebe, Klosterverwaltung, Klosterladen u. a.) trug jeder der Mönche je nach eigenen Fähigkeiten und Interessen sowie den Bedürfnissen der Gemeinschaft zum Unterhalt des Klosters bei. Insbesondere die körperliche Arbeit wird bei den Trappisten hoch geschätzt. Sie gilt nicht nur als guter Ausgleich im geistlichen Leben, sondern soll die Mönche auch mit den Menschen, die durch körperliche Arbeit ihren Unterhalt verdienen müssen, verbinden. Um 12 Uhr wurde der Vormittag durch das Gebet der Sext beendet. Anschließend nahmen die Mönche im Refektorium des Klosters gemeinsam das Mittagessen ein. Stets fand das Essen in Stille mit Tischlesung statt. Traditionell ist das Essen bei den Trappisten in Zusammensetzung und Zubereitung einfach gehalten und grundsätzlich fleischlos. In der Mittagszeit konnten die Mönche ausruhen, lesen oder einer stillen Arbeit nachgehen. Um 14 Uhr wurde die Non gebetet. Daran schloss sich die zweite, etwa dreistündige Arbeitsphase an. Um 17:20 Uhr beschloss die Vesper den Nachmittag. Anschließend war das Abendessen, wie das Mittagessen – in Stille. Nach dem Abendessen hatten die Mönche noch Zeit zu geistlicher Lesung, Studium oder Gebet. Der Tag wurde um 19:15 Uhr mit dem Gebet der Komplet beendet.

## Tochterklöster
Die Abtei Mariawald hatte zwei Tochterklöster:
- 1869 gründete der Marienwalder Mönch Franz Pfanner bei Banja Luka im damaligen Osmanischen Reich, im heutigen Bosnien-Herzegowina das Kloster Mariastern.
- 1952/1953 gründete die Abtei zusammen mit dem niederländischen Trappistinnenkloster Koningsoord die Trappistinnenabtei Maria Frieden in Dahlem.

Der Marienwalder Mönch Franz Pfanner gründete außerdem das Missionskloster Mariannhill in Südafrika. Da sich das Wirken als Missionar mit dem beschaulichen und zurückgezogenen Leben als Trappist nicht vereinbaren ließ, wurde das Kloster Mariannhill 1909 von Pius X. vom Trappistenorden getrennt und zum Mutterhaus der Mariannhiller Missionare erhoben.

## Tätigkeitsbereiche
Aufgaben in der Seelsorge übernahmen die Patres außerhalb des Klosters, trappistischer Gepflogenheit entsprechend, nicht. Ihre pastorale Tätigkeit beschränkte sich auf die Beichtseelsorge vor Ort. Auch bot das Kloster keine Exerzitien an.
Landwirtschaft, ein ehemals großer Tätigkeitsbereich des Klosters, wurde in Mariawald zuletzt von den Mönchen nicht mehr betrieben. Zum 1. Januar 2006 verpachtete die Abtei 100 Hektar land- und forstwirtschaftliche Fläche an den Nationalpark Eifel. Dort sollten Wisente wieder angesiedelt werden. Dieses Projekt wurde jedoch aufgegeben.
Die Abtei Mariawald finanzierte sich zuletzt im Wesentlichen durch den Betrieb einer Gaststätte, eines Buchladens, einer Likörfabrik und eines Klosterladens.
Bekannte Abtei-Produkte aus eigener Herstellung waren etwa die Mariawalder Erbsensuppe, deren Rezeptur in den 1950er Jahren von den Mönchen entwickelt wurde, Honig, Fruchtbrotaufstrich, Pflegekosmetik, Schokolade und Pralinen.
Dem Kloster war ein Gästehaus angegliedert, in dem Gäste, die sich in der religiösen und stillen Atmosphäre des Klosters geistlich erneuern wollten, für drei bis acht Tage aufgenommen wurden. Hausgäste des Klosters konnten an der Atmosphäre der Stille und des Gebets teilhaben.

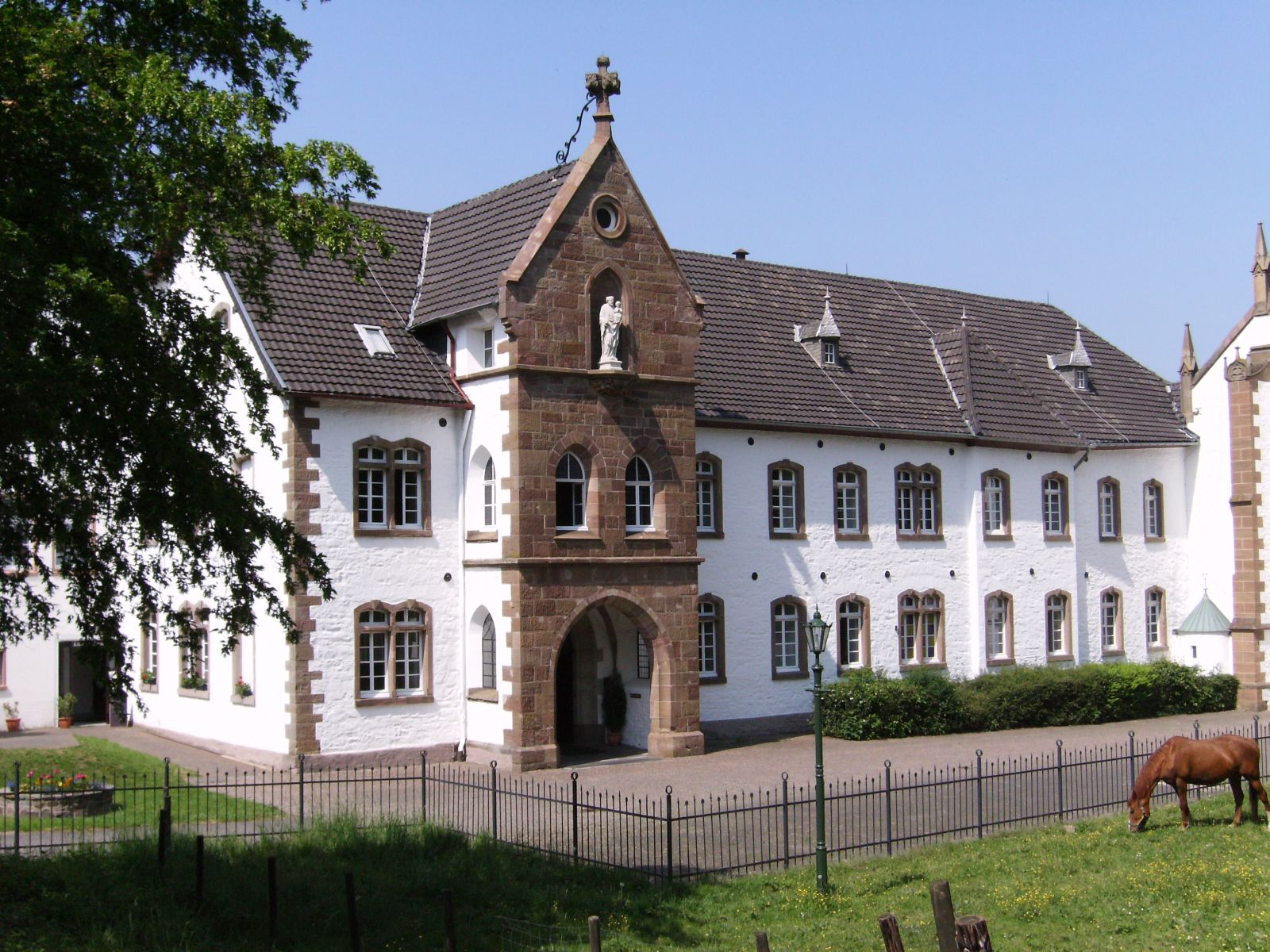
Gästehaus der Abtei
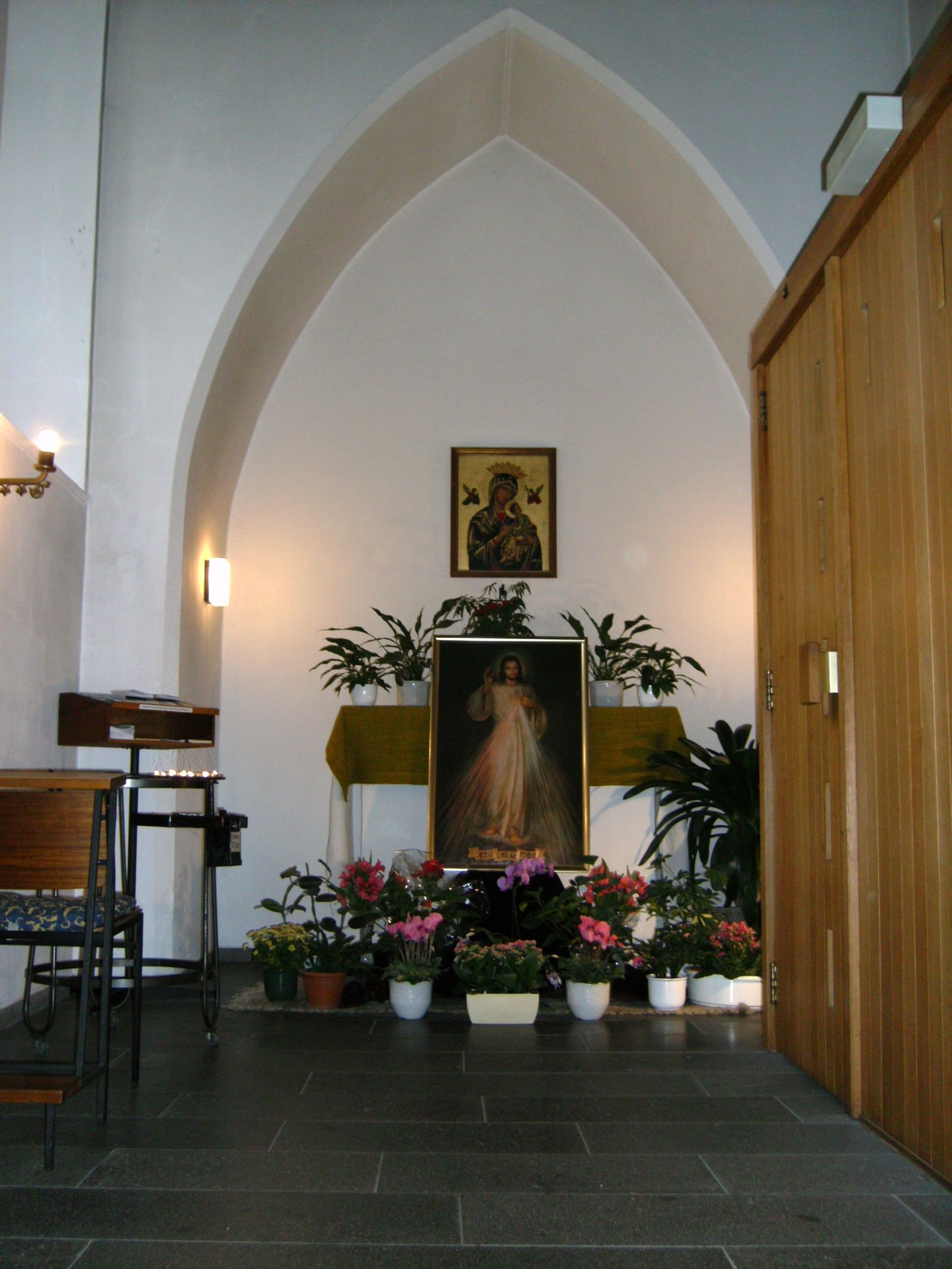
Beichtkapelle
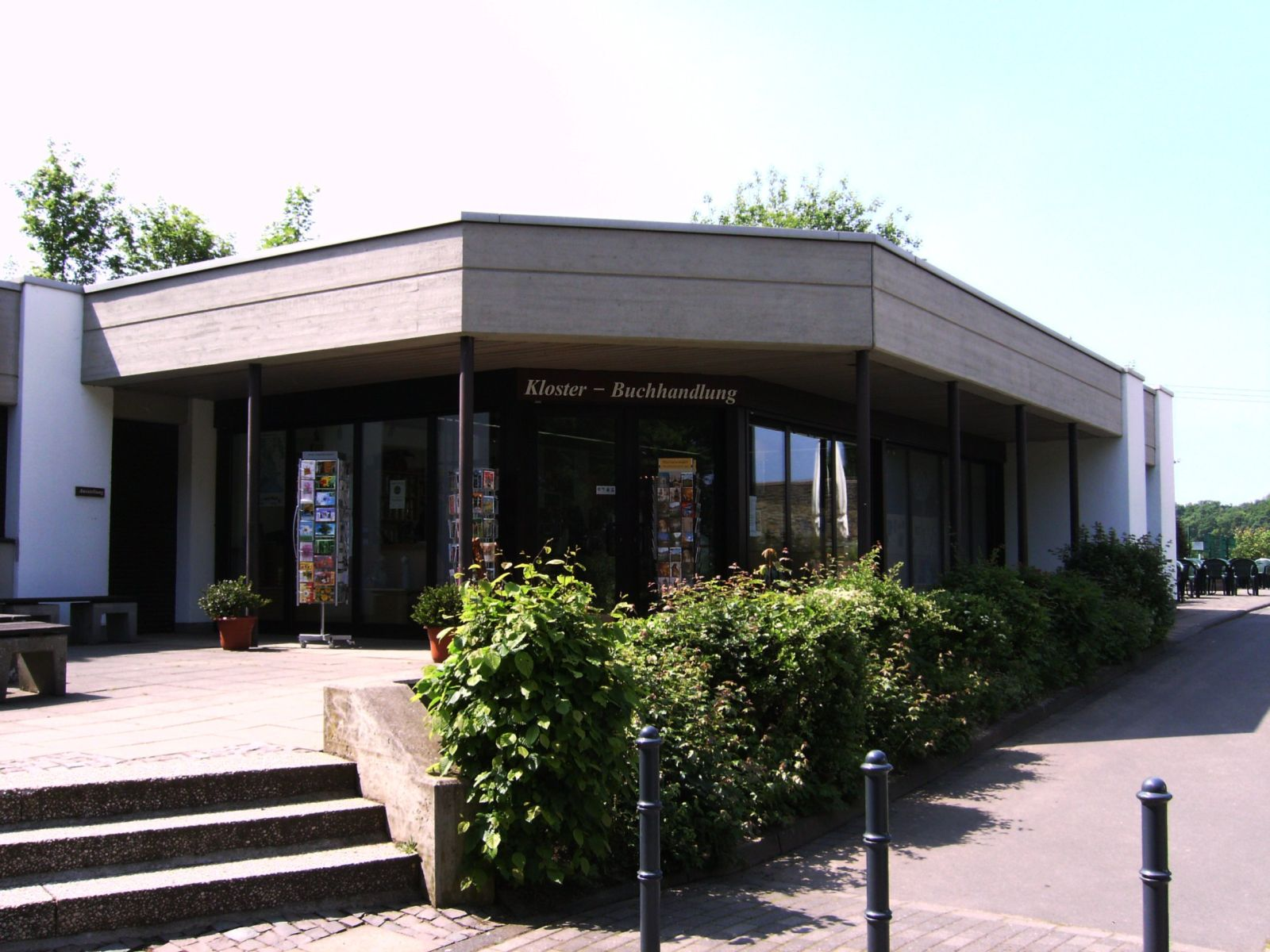
Buchhandlung der Abtei
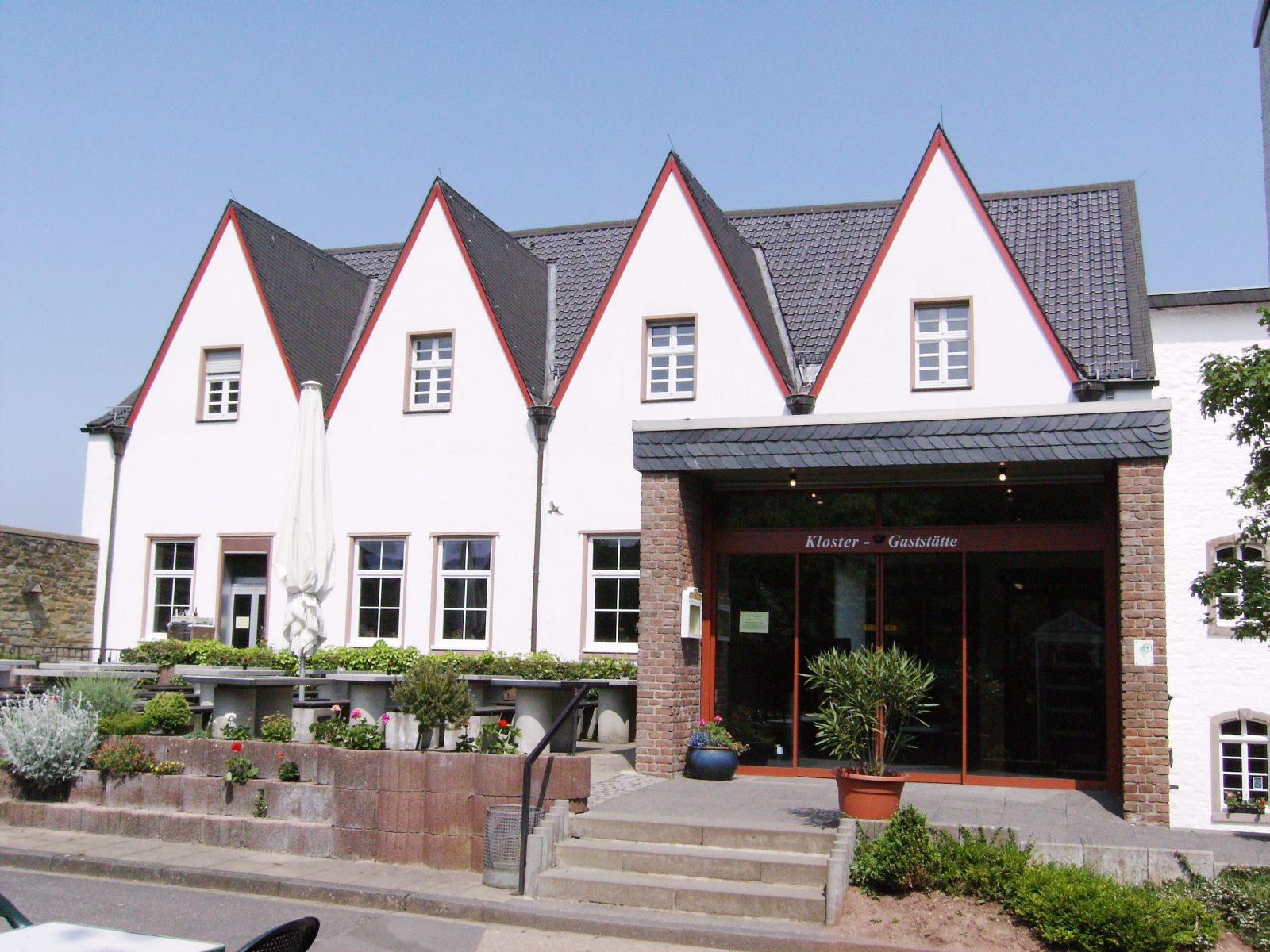
Gaststätte der Abtei

## Höhere Obere
- Wilhelm Brewer aus Hergarten, (1668–?)[27]
- Bonifatius Bieger, 1861–1866 (Prior)
- Eduardus Schepy, 1866–1875 (Prior)
- Franziskus Strunk, 1887–1889 (Prior)
- Stephanus Derksen, 1889–1891 (Superior)
- Hubert Juchem, 1891
- Johannes Baptist Dethier, 1891–1899 (Prior)
- Henricus Ahlert, 1899–1909 (Prior)
- Laurentius Wimmer, 1909–1929
- Stephanus Sauer, 1929–1939
- Exil 1939–1947
- Christophorus Elsen, 1947–1961
- Andreas Schmidt, 1961–1966
- Otto Aßfalg, 1967–1980
- Franziskus Heereman, 1980–1983 (Superior ad nutum)
- Meinrad Behren, (1983 Superior ad nutum) 1983–1992 Abt
- Franziskus de Place, (1992–1993 Superior ad nutum) 1993–1999 Abt
- Bruno Gooskens, 1999–2005
- Josef Vollberg, (2005–2006 Superior ad nutum), April 2006 – Oktober 2016 Abt, von November 2016 bis September 2018 Prior und Hausoberer
- Bernardus Peeters (Abtei Tilburg, Immediat-Abt von November 2016 bis zur Auflösung der Abtei am 15. September 2018, seit 2022 Generalabt des Trappistenordens)[28]

## Bekannte Mariawalder
- Franz Pfanner (1825–1909), Missionar, Gründer Marianhiller Missionare
- Bernardin Schellenberger (* 1944), ehemaliger Novizenmeister und Prior von Mariawald, Schriftsteller, Übersetzer

## Verkehrsanbindung
Der öffentliche Personennahverkehr wird durch die Busse des Rurtalbus mit der AVV-Linie 231 sichergestellt. Bis zum 31. Dezember 2019 wurde diese Linie vom BVR Busverkehr Rheinland bedient. Zusätzlich verkehrt ein Bürgerbus im Heimbacher Ortsverkehr. „Mäxchen“ heißt eine weitere Buslinie des Rurtalbus (früher von der Dürener Kreisbahn mit einem Doppeldeckerbus bedient), die an bestimmten Tagen im Sommer mit Gästeführern durch die Heimbacher Umgebung und über die Eifelhöhen fährt.
| Linie   | Verlauf |
| ------- | --- |
| 231     | Froitzheim – Ginnick – Embken – Wollersheim – Vlatten – Heimbach Bf – (Hasenfeld – Schwammenauel – Kermeter – Urfttalsperre/Hastenbach / Abtei Mariawald) / (Hergarten – Düttling) – Wolfgarten – Gemünd – Nierfeld – Olef – Schleiden |
| BBH     | Bürgerbus Heimbach: Düttling – Hergarten – (Vlatten –) Heimbach Volksbank – (Kloster Mariawald –) Heimbach Bf – Hasenfeld |
| Mäxchen | Heimbach Bf → (Abtei Mariawald → Kermeter) / Hasenfeld → Schwammenauel (Staumauer) → (Schmidt Wildpark → Schwammenauel (Staumauer) →) Hasenfeld → Heimbach Bf (nur samstags, sonn- und feiertags von Karfreitag bis 1. November)       |